# Zdymadlo Klavary
Zdymadlo Klavary je vodní dopravní stavba na Labi, které je ve správě státního podniku Povodí Labe. Nachází se na říčním kilometru 916,540 Evropské kilometráže (s nulou při ústí Labe do Severního moře), resp. na říčním kilometru 79,157 podle staré kilometráže s nulou u Mělníka, zhruba 2 kilometry po proudu od západního okraje města Kolín v katastrálním území Hradišťko I obce Veltruby, v sousedství osady Klavary. Předchozí plavební stupeň je Zdymadlo Kolín, následující plavební stupeň je Zdymadlo Velký Osek.

## Jednotlivé části zdymadla
Hlavní objekty vodního díla jsou:
- jez
- malá vodní elektrárna
- plavební komora

Součástí díla je také rybí přechod, který je mezi pravým jezovým polem a plavební komorou.

### Jez
Jez je tvořen třemi poli světlosti 19,0 m, která jsou hrazená zdvižnými stavidly typu Stoney s nasazenými rourovými klapkami.
Jezové pilíře jsou 3,60 m široké a 19,47 m dlouhé. Nominální vzdutá hladina je 192,09 m n. m. Jez a plavební komora byly dokončeny v roce 1939.

### Malá vodní elektrárna
Malá vodní elektrárna (MVE) byla dokončena v roce 1997 a je umístěna v sousedství levobřežního jezového pilíře. V elektrárně je umístěno pět Kaplanových přímoproudých turbín typu HYDROHROM, každá o výkonu 315 kW, maximální výkon všech turbín dohromady tedy je 1575 kW. MVE Klavary se tím řadí do podkategorie průmyslové MVE (nad 1 MW). Maximální hltnost turbín je 58,1 m3/s. Podle spádu jde o MVE nízkotlakou a podle režimu nakládání s vodou o MVE průtokovou.

### Plavební komora
Jednolodní plavební komora je umístěna u pravého břehu, její užitné rozměry jsou 85 x 12 x 3 m. V horním i dolním ohlaví jsou umístěna vzpěrná vrata. Plnění a prázdnění komory se provádí dlouhými zaklenutými obtoky vybavenými stavítkovými uzávěry. K ovládání vrat i stavítek slouží hydraulické servoválce. Provozní doba plavební komory je od 6 do 18 hodin.

## Fotogalerie

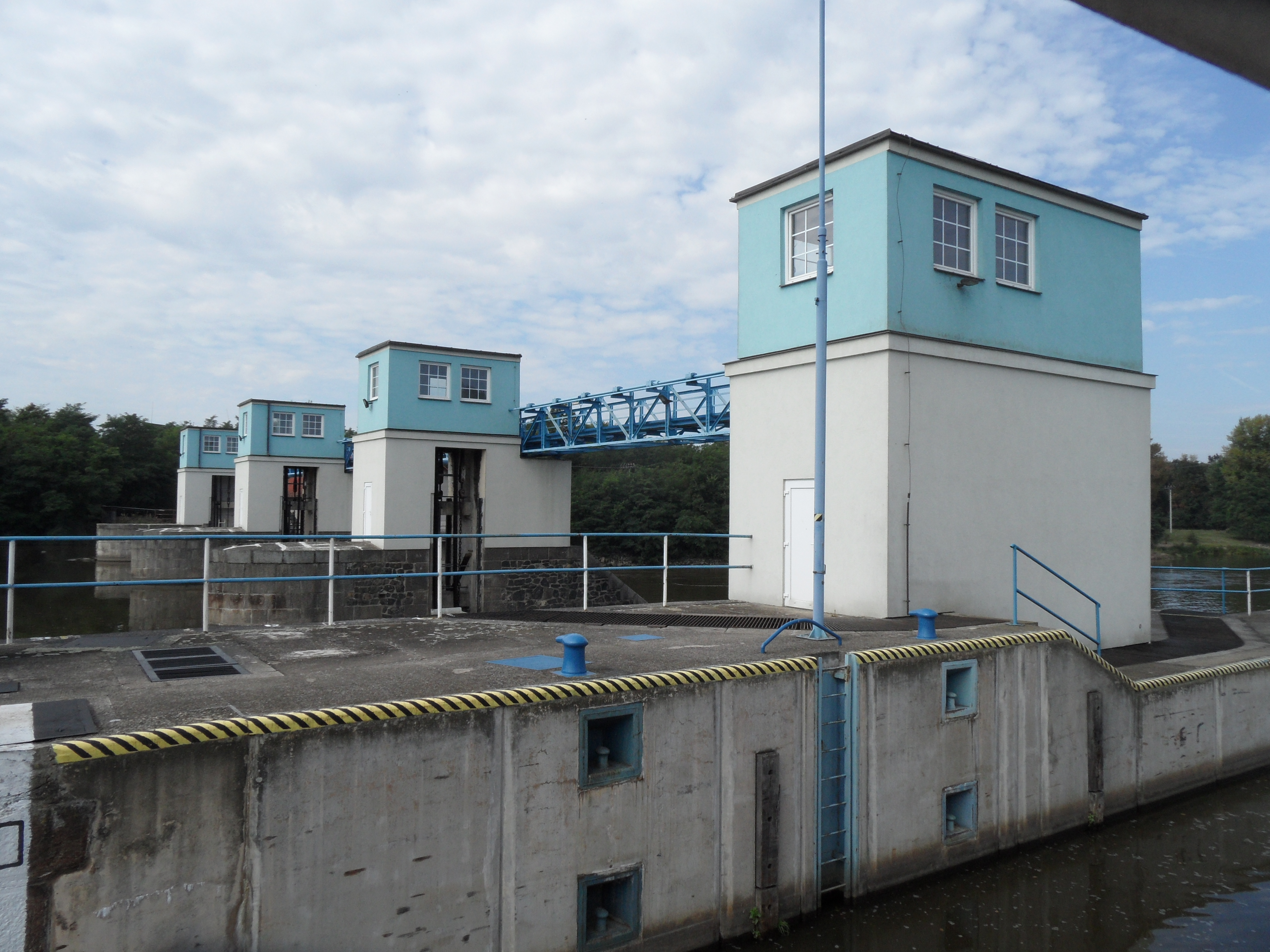
Jez se servisní lávkou
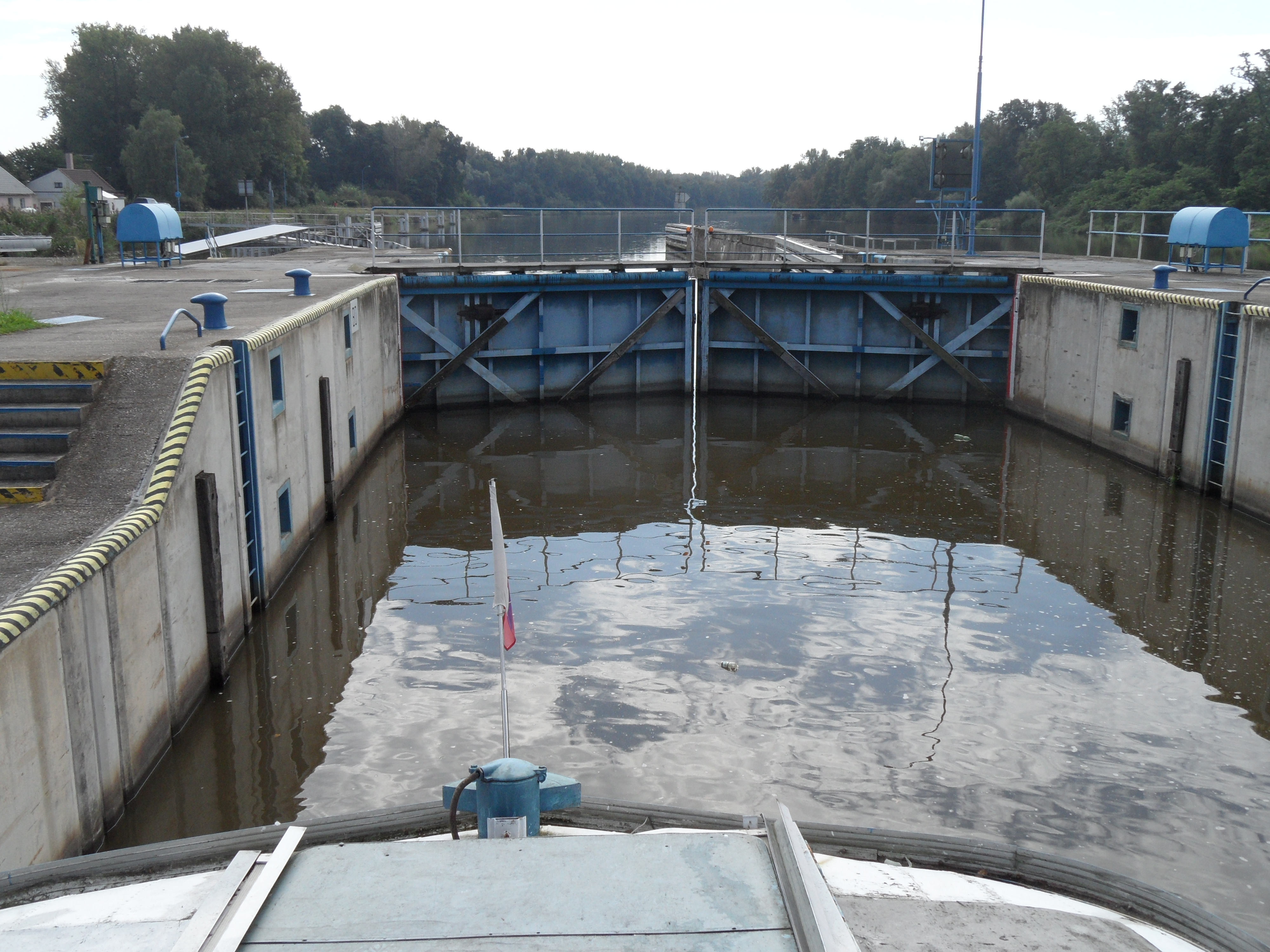
Parník v plavební komoře
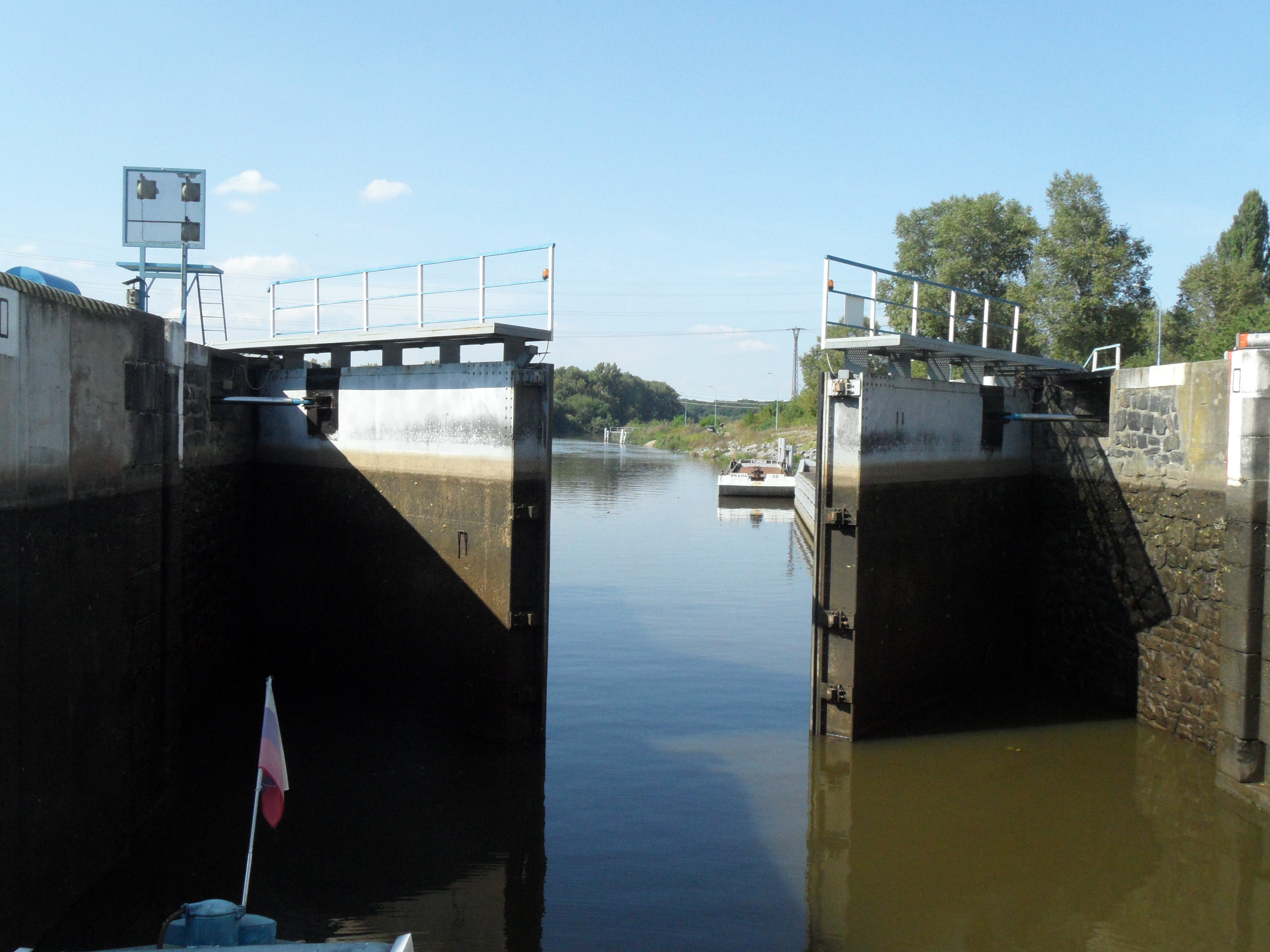
Dolní vrata se otevírají
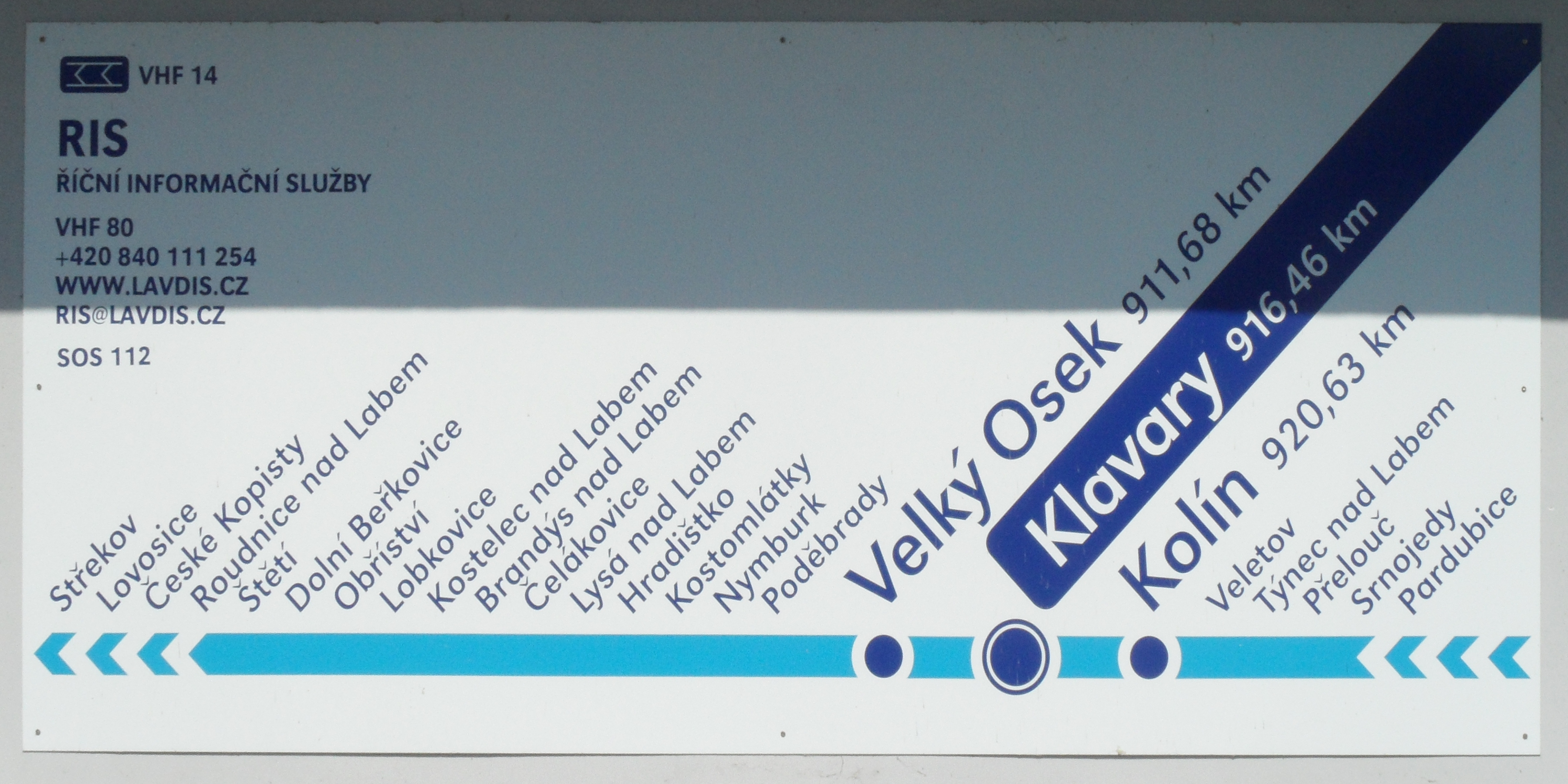
Informační tabule
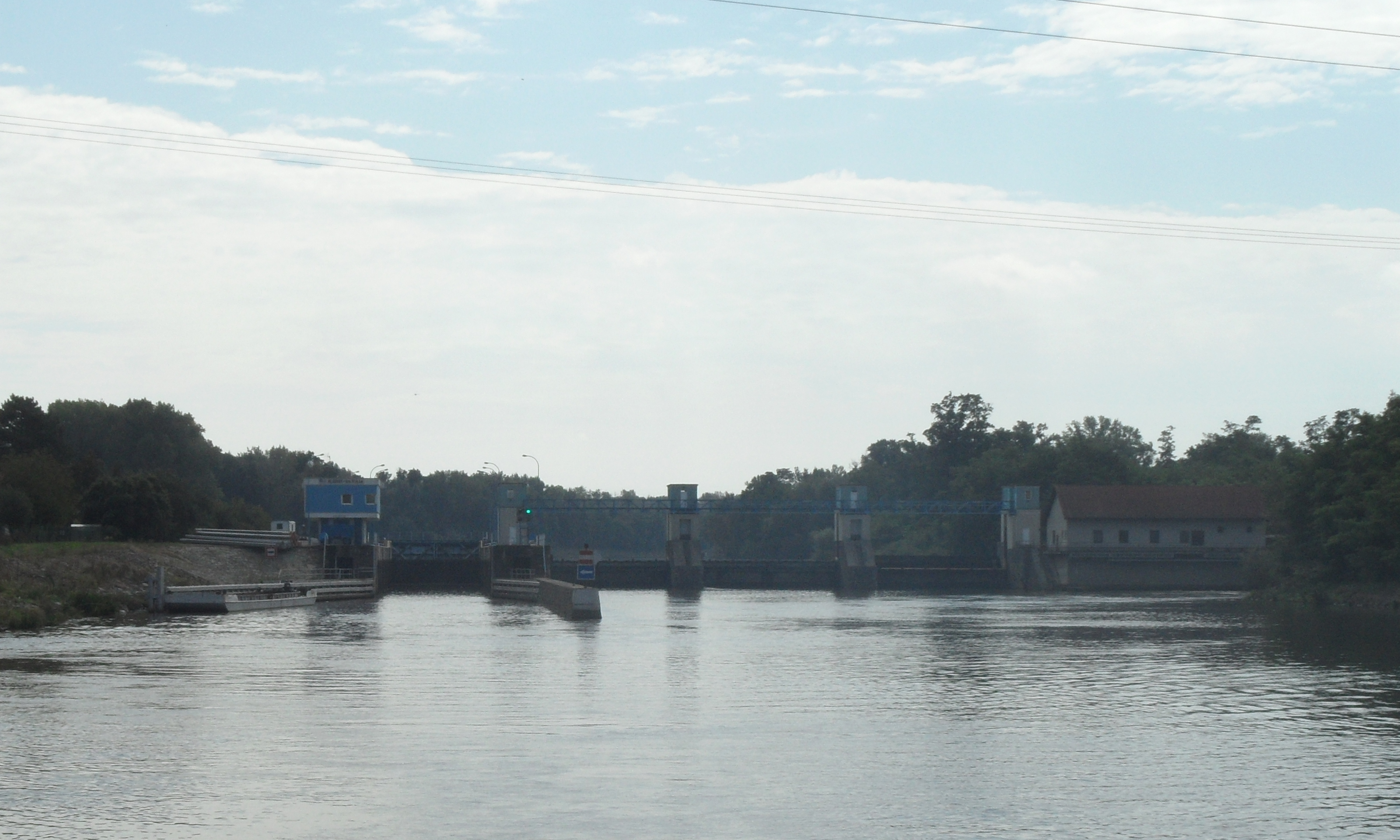
Celkový pohled od Poděbrad